# Banca Monte dei Paschi di Siena
Banca Monte dei Paschi di Siena (omtalt som BMPS eller kun MPS) er en italiensk bank, med hovedsæde i Siena. Den blev grundlagt 4. marts 1472 og er verdens ældste.